# جکی سول
جکی سول (به انگلیسی: Jackie Sewell) بازیکن فوتبال زادهٔ ۲۴ ژانویه ۱۹۲۷ اهل کشور انگلستان بود که سابقهٔ بازی در تیم ملی فوتبال انگلستان را در کارنامهٔ خود دارد. وی در تاریخ ۱۴ نوامبر ۱۹۵۱ نخستین بازی ملی خود را در مقابل تیم ملی فوتبال ایرلند شمالی انجام داد و با حضور در ۶ بازی ملی، در تاریخ ۲۳ مه ۱۹۵۴ واپسین بازی ملی‌اش را در برابر تیم ملی فوتبال مجارستان برگزار کرد.
این بازیکن توانسته در بازی‌های ملی، ۳ گل به ثمر برساند.